# Komiža
Komiža (tal. Comisa) je grad na otoku Visu u Hrvatskoj. Administrativno pripada Splitsko-dalmatinskoj županiji.

## Zemljopis
Komiža se nalazi na zapadnoj strani otoka Visa u dubokom Komiškom zaljevu. Od ostatka otoka je razdvaja brdski masiv Hum (najviši vrh 587 m) koji se strmo spušta do obala zaljeva. Takav smještaj, a s njim povezan i nedostatak poljoprivrednih površina, odredio je orijentaciju Komiže prema moru i ribarstvu. Preko prijevoja Sveti Mihovil novom cestom je povezana s gradom Visom, udaljenim 10 km. Udaljenost starom cestom Vis - Komiža koja prolazi južnim dijelom otoka iznosi 20 km.

## Gradska naselja
Gradska naselja (i otoci) su: Biševo, Borovik, Duboka, Komiža, Oključna, Palagruža, Podhumlje, Podšpilje, Sveti Andrija i Žena Glava

## Stanovništvo
Hrvati su autohtono i većinsko stanovništvo grada Komiže (97 % prema popisu iz 2001.). Komižani govore cokavskim narječjem (podvrsta čakavskog narječja) hrvatskog jezika.
Na čitavom području Grada živi 1677 stanovnika, od čega u samoj Komiži njih 1526, što je najmanji broj u posljednjih 150 godina otkad se provode popisi stanovništva.
Za vrijeme Austro-Ugarske, komiška općina je imala preko 5000 stanovnika, trostruko više nego danas. Prema popisu 1931. samo mjesto Komiža je imalo 3254 stanovnika. Brojni su uzroci takvog demografskog nazadovanja; prvo bolest vinove loze i Prvi svjetski rat, koji su brojne Komižane natjerali na iseljavanje u Ameriku, a još više Drugi svjetski rat i njegove posljedice. Poratna vojna izolacija otoka Visa, a s tim povezano gospodarsko zaostajanje, doveli su do velikog odljeva mladog stanovništva koje je odlazilo u potrazi za poslom. Nakon odlaska vojske s otoka (1992.) počinje jači razvoj turizma, a time i do prestanka iseljavanja. Nažalost, taj proces je prestao i prirodnim putem, jer je u mjestu ionako ostala uglavnom starija populacija.
U ostalim područjima koja pripadaju Gradu, situacija je još gora; selo Oključna je s 282 stanovnika (1931.) spalo na njih 5, područje Podšpilja sa 710 na 129, a otok Biševo sa 192 na 19. Tu se može govoriti o potpunom nestanku, a ne smanjenju broja stanovnika.

### Popis 2011.
Prema popisu stanovništva iz 2011. godine, grad Komiža imala je 1526 stanovnika. Većina stanovništva su Hrvati s 96,26 %, a po vjerskom opredijeljenju većinu od 88,07 % čine pripadnici katoličke vjere.
| broj stanovnika | 2703  | 2945  | 3554  | 3852  | 4657  | 4948  | 4948  | 4570  | 3767  | 3892  | 3443  | 2421  | 1917  | 2255  | 1677  | 1526  | 1394  |
|                 | 1857. | 1869. | 1880. | 1890. | 1900. | 1910. | 1921. | 1931. | 1948. | 1953. | 1961. | 1971. | 1981. | 1991. | 2001. | 2011. | 2021. |

| broj stanovnika | 2658  | 2945  | 2750  | 2856  | 3391  | 3572  | 4340  | 3318  | 2588  | 2751  | 2495  | 1965  | 1679  | 2032  | 1523  | 1397  | 1261  |
|                 | 1857. | 1869. | 1880. | 1890. | 1900. | 1910. | 1921. | 1931. | 1948. | 1953. | 1961. | 1971. | 1981. | 1991. | 2001. | 2011. | 2021. |

## Uprava
U sastav Grada Komiže osim samog mjesta ulazi područje Podšpilja (s naseljima Borovik, Duboka, Podhumlje, Podšpilje i Žena Glava), selo Oključna na sjevernom dijelu otoka, te manji otoci Biševo, Brusnik, Jabuka, Palagruža i Svetac.

## Povijest
Komiža je naselje mlađeg postanka od susjednog gradića Visa. Jedna od teorija o nastanku njenog imena govori da je nastalo od riječi Com Issa, što doslovno znači mjesto pokraj Isse, antičkog naselja na mjestu današnjeg Visa. Pretpostavlja se da su Grci i Rimljani naselili i komišku uvalu, ali dosad nisu pronađeni materijalni dokazi. Komiža se prvi put spominje 1145. godine kao Val Comeza u darovnici zadarskog kneza Petra, koji je vladao srednjodalmatinskim otocima.
Smatra se da je benediktinska opatija u mjestu postojala i ranije.
Pod mletačkom vladavinom, Komiža zajedno s Visom pripada hvarskoj općini, te se ubrzano razvija kao središte ribarstva na ovom dijelu Jadrana. Mletačke vlasti su u 16. stoljeću zabilježile da su samo u jednom danu komiški ribari ulovili tri milijuna tona srdela. Bila je to gospodarska grana koja je omogućila izgradnju crkvi, utvrda i velikih kuća u Komiži, a donosila je bogatstvo i Hvaru te samoj Veneciji. Pod austrijskom upravom (1815-1918) Komiža dobiva samostalnu općinu, te prerasta u gradić sa svim potrebnim sadržajima. Početkom 20. stoljeća je najveće naselje na otoku Visu s gotovo 4000 stanovnika. Tada je izgrađen veliki lukobran i uređena luka, a u mjestu postoji sedam tvornica za preradu ribe (najveća Fratelli Mardešić).
S propašću Austro - Ugarske 1918. započinje dugo razdoblje stagnacije Komiže. Iako je otok Vis postao dio Kraljevine SHS, osnova komiškog gospodarstva, bogata ribolovna područja oko Palagruže, pripala su Italiji i ostala u njenom sastavu sve do 1947. godine. Sve više stanovnika se iseljava u Kaliforniju, gdje se nastavljaju baviti ribarstvom. Nakon Drugog svjetskog rata, nastavlja se propadanje otoka, a s njim i Komiže. Ne samo što je Vis pretvoren u vojnu zonu, što je spriječilo razvoj turizma, već je Komiži ukinuta općina i izravna trajektna veza sa Splitom.
Nakon osamostaljenja Hrvatske i odlaska vojske s otoka, zaustavlja se iseljavanje i počinje turistički razvoj. 1993. godine obnovljena je komiška općina, koja 1997. dobiva status Grada.

## Gospodarstvo
Komiža je poznata po svojoj ribarskoj tradiciji, koju su iseljeni Komižani prenijeli i u Sjevernu Ameriku. Prije Drugog svjetskog rata u mjestu je postojalo sedam tvornica za preradu ribe, koje su kasnije udružene u tvornicu Neptun. To je donedavno bio najveći i najvažniji gospodarski subjekt u Komiži, ali je potpuno nestao u pretvorbi.

## Spomenici i znamenitosti
- crkva Gospe Gusarice; zapravo posvećena Svetoj Mariji, ali je poznatiji narodni naziv koji je dobila prema legendi o gusarskoj krađi gospine slike.
- mletački kaštel na rivi (Komuna)
- Modra špilja na otoku Biševu
- spomen - dom u Komiži; građen prema projektu Stjepana Planića.
- Titova špilja iznad Podšpilja
- Kuća Zanchi na trgu Škor; zanimljiv spoj lokalne i barokne arhitekture
- župna crkva svetog Nikole (Muster) s ostacima benediktinskog samostana

- Dodatak:Popis poznatih osoba iz Komiže
- Ostale crkve: Crkva sv. Roka, Crkva Gospe od sedam žalosti, Crkva sv. Antuna, Crkva Gospe od Planice, Crkva sv. Mihovila, Crkva sv. Duha, Crkva sv. Blaža

Muster, župna crkva posvećena svetom Nikoli, obuhvaća sklop građevina smještenih na brježuljku iznad mjesta. U ispravama se potkraj 12. stoljeća spominje kao benediktinski samostan. Crkva i samostan sagrađeni su u 13. stoljeću na dominantnom mjestu naseljenom od prapovijesti. Crkva je pregrađena i dograđena u 16. i 17. stoljeću, kao i romanički zvonik-kula. Od pregrađenog samostana ostali su neki romanički ostaci, dok je klaustar iščezao, a visoka kula na južnom dijelu stropa potječe iz 13. stoljeća i spada u najstarije utvrde u Dalmaciji. Obrambeni samostanski sklop pojačan je u 17. stoljeću niskom utvrdom razgranatog tlorisa Vaubanovog sustava bastiona. Izrazitom monumentalnošću ovaj sklop dominira komiškom uvalom. Jednobrodna Crkva sv. Nikole je u 16. stoljeću proširena prema sjeveru novom lađom gotičkog stila, a u 17. stoljeću velikom i sada središnjom baroknom lađom kojoj su s juga nadodane još dvije. Tako je romanička radnja uklopljena kao prva pomoćna sjeverna lađa u novosastavljenu peterobrodnu crkvu. Njen izvorni oblik se ipak vidi u još sačuvanim romaničkim dijelovima iz 13. stoljeća, i to u spomenutim pojasevima svoda, lezenama povezanim nekoć zidnim vijencem romaničkog profila, a iz 13. stoljeća ostala je današnja sjeverna crkvena lađa, nadsvođena poluoblim svodom s kamenim reljefnim pojasevima koji se dižu nad lezenama razbijenim pri kasnijem uklapanju u proširenu crkvu, te u punoj polukružnoj apsidi pokrivenoj pločama, sred koje je romanički prozor, nedavno zazidan, također natkrit pločama na srednjovjekovni način. Nad prvim travejom romaničke lađe diže se toranj koji je stajao na njenom pročelju vjerojatno već u 13. stoljeću pa zatim pregrađivan i možda nakon četiri stoljeća nadograđivan do današnjeg oblika zvonika.  U unutrašnjosti su mu još romanički svodovi, vijenci i zidni zupci drvenog poda. Benediktinska crkva posvećena sv. Nikoli postala je, dakle, župna i grobišna crkva Komižana. Popunjavana je stoga kasnobaroknim drvenim oltarima i srebrnim umjetninama ponajviše iz 18. stoljeća, koji su i sada u uporabi ili pohranjeni u maloj zbirci. To su srebrni kalež s mletačkim pečatom s reljefima, ophodni križ s uobičajenim likovima i pečatom mletačkog zlatara, barokni kadionik s tamjankom, ukrašeni biskupski štap s kraja 18. stoljeća, nekoliko umjetnina koje nose urezani grb komiške obitelji Ivčević, šest oltarnih svijećnjaka iz 1695. godine i jedno veliko kandilo, vitki moćnik sa staklenim valjkom s urezanim anđelima. Pored tih umjetnina u Musteru se sačuvalo i nekoliko komada starinskog obrednog ruha iz 16., 17. i 18. stoljeća. Godine 1794. nabavljene su nove orgulje koje je protomajstor Marinković smjestio u nišu, a orguljar Gaetano Moscatelli popravio iduće godine.
Zonkotov paloc smješten je sred malog trga kraj lučke kapetanije. To je trokatnica s dugim balkonom na drugom katu uzduž zabatnog pročelja i s luminarima (krovnim kućicama) uz zabatne zidove na kojima su vitke kamene piramide s kuglama na šiljku, što je čest element u dalmatinskom graditeljstvu, ali su rijetko postavljeni na zabatnom pročelju. Između njih je plastično oblikovan dimnjak s istaknutom ukrasnom ulogom. Nad balkonom je reljefno obrubljena mala niša s Gospinim kipom. U dvoru je uz zapadno pročelje vanjsko stubište koje vodi do prvog kata. Glinene zmajeve glave zubata ždrijela odvode kišnicu s krova. Graditelj i vlasnik ove kuće, koji je vjerojatno bio vitez i kaštelan komiškog kaštela Antun Zanchi, izgradili su kuću s puno mašte izrazivši slobodu lokalnog graditeljstva.
Gusarica, Crkva svete Marije, sagrađena je na žalu na zapadnom kraju Komiže od 16. do 18. stoljeća, kada se u pismohranama i spisima naziva Cursariza zbog predaje s početka 18. stoljeća u kojoj se govori da su iz nje gusari ukrali sliku na drvu, ali ju je more ponovno izbacilo na žalo ispred crkve. Renesansna crkva ima neobično slikovit oblik jer se sastoji od tri jednaka broda, a glavno zapadno pročelje ima tri spojena zabata. Gusarica nije sagrađena po jedinstvenom planu već postupnim proširenjem i dograđivanjem. Srednji brod je najstariji, sagrađen u 16. stoljeću. Vrata su renesansno profilirana s ostacima gotičkih pojedinosti. Iznad vrata nalaze se rasteretne i dekorativne rozete. Jedinstvo u trobrodnoj unutrašnjosti postignuto je izgradnjom stupova s lukovima između brodova, iznad kojih su svodovi. Srednji svod je gotički, a bočni su renesansni. Uz istočni brod nadograđena je barokna sakristija nadsvođena plitkim svodom koji podržava niz pobočnih i posebno zasvođenih lukova. U unutrašnjosti se nalazi pet baroknih kamenih i drvenih oltara. Nad glavnim oltarom u renesansnoj niši je barokno drveno raspelo. U crkvi se ističe dugo drveno pjevalište, kojem je srednji dio izbočen barokno, a oba krila izgrađena su izrezbarenim rešetkama. Na pjevalištu su orgulje koje je napravio redovnik iz Krakova Stjepan Kilačević 1670. godine, a prepravio i proširio nakon dva stoljeća Josip Girardi iz Bassana. Prema tome, ove su orgulje s jedanaestorima registrima najstarije sačuvane u Dalmaciji. Prema istoku uz sakristiju nalazi se slikovito crkveno dvorište u kojem je osmerokutni zdenac s reljefima na svim stranicama, a majstor je uklesao svoje inicijale i godinu na južnom dijelu završnog vijenca MMP 1705, ponosan što je napravio jednu od najvećih i najslikovitijih kruna dalmatinskih bunara.
Komuna, kaštel, sagrađen je potkraj 16. stoljeća na malom rtu poluotoka u komiškoj luci koji danas završava lukobranom. Njegov četverokutni oblik širi se pri dnu ukošenim zidovima. Sjeverni i zapadni zidovi bili su prije gradnje obale u moru pa su stoga na njima glomazni kameni prstenovi za vezivanje usidrenih jedrenjaka. Čvrsti zidovi završavaju zaobljenim glomaznim kruništem, na kojem su neki otvori bili ograđeni zidićima na još sačuvanim dvostrukim konzolama. U zidovima su topovska ždrijela, uske puškarnice i četvorasti otvori nad zidnim vijencem. Komiška je općina nakon austrijskog razoružanja otoka Visa 1879. godine kupila kaštel i u njega smjestila upravni ured. Tada su sagrađeni lagani balkoni s otvorima, a na uglu sjevernog i istočnog pročelja uzdignut je toranj općinskog sata. Tim izmjenama kaštel je postao općinska upravna zgrada Komiže. Nad vratima s križem urezanim u sredini nadvratnika su grb i natpis mletačkog predstavnika na Hvaru i Visu, kneza i providura Ivana Grimanija, u kojemu se ističe da je njegovim zalaganjem kaštel sagrađen 1585. godine. Kao ni većina mletačkih utvrda u Dalmaciji, nije dovršen državnim mletačkim novcem nego prihodima od napornog i ustrajnog ribarenja Komižana na ribolovnoj pošti Trešjavac, južno od Biševa, što je zapisano na natpisu na sjevernom zidu pod istrošenim reljefom krilatog lava, jedinog znamena Mletačke Republike koji je ostao na otoku. Unutrašnjost kaštela je presvođena čvrstim svodovima koji se upiru u središnji stup. Rebrasti svod u prizemlju ima križne pojasnice, a jedan luk na katu je gotički. Usko bočno stubište od ulaza u prizemlje vodi na prvi kat i na završnu terasu. Danas je u kaštelu smješten Ribarski muzej.
- novovjekovni brodolom u uvali Labotovu kod Komiže

## Zanimljivosti
- U gradu San Pedro u Kaliforniji (danas dio Los Angelesa) živi deset puta više Komižana nego u samom mjestu. Neke procjene govore i o 20-25 tisuća Komižana i njihovih potomaka u Americi.
- Komiža je prvo hrvatsko mjesto koje je posjetio Papa: 1177. godine papu Aleksandra III. su ribari s Palagruže, gdje se sklonio od nevremena na putu za Veneciju, prevezli do Komiže. Tom je prilikom posvetio crkvu Svetog Nikole, a zatim nastavio put prema Zadru.
- Komiški ribarski brod (gajeta) Falkuša predstavljao je Hrvatsku na Svjetskoj izložbi (EXPO) 1998. godine u Portugalu.

## Obrazovanje
- Osnovna škola Komiža

## Kultura
- Dom kulture (bivši Dom JNA), koji je projektirao arhitekt Ivan Vitić.
- Galerija slika Borisa Mardešića
- Galerija slika Đure Tiljka
- Gradska knjižnica i čitaonica
- Ribarski muzej
- Ženska klapa Gusarica
- Muška klapa Komiža
- Dokumentarni film "Svijet je velik" redatelja Hrvoja Hribara 1999.
- Dokumentarno-igrani film "Bil jedon" redatelja Hrvoja Hribara 2001. o Tonku Božaniću Grujetu.
- 13. studenoga 2009. igrani film "Vjerujem u anđele" redatelja i scenarista Nikše Sviličića koji je u potpunosti sniman u gradu Komiži.

## Šport
- U mjestu se nalazi Športska dvorana sa zatvorenim boćalištem.
- U Komiži djeluje i boćarski klub Komiža.
- Paragliding klub "Kaleb"
- U Komiži su djelovali nogometni klub Zmaj i Jadran.

## Galerija
- Crkva Gospe Gusarice
- Crkva svetog Nikole
- Palača u Komiži
- Crkva kraj utvrde
- Utvrda
- Detalj s bunara kraj Crkve Gospe Gusarice

## Vanjske poveznice
- Službene stranice grada Komiže
- Turistička zajednica grada Komiže
- Vis Central